# Chiromantis xerampelina
Chiromantis xerampelina (tên tiếng Anh: Southern Foam-nest Treefrog) là một loài ếch trong họ Rhacophoridae. Chúng được tìm thấy ở Angola, Botswana, Kenya, Malawi, Mozambique, Namibia, Nam Phi, Swaziland, Tanzania, Zambia và Zimbabwe, có thể có ở Cộng hòa Dân chủ Congo và Somalia.
Các môi trường sống tự nhiên của chúng là các khu rừng khô nhiệt đới hoặc cận nhiệt đới, xavan khô, xavan ẩm, vùng đất có cây bụi nhiệt đới hoặc cận nhiệt đới, vùng cây bụi ẩm khu vực nhiệt đới hoặc cận nhiệt đới, đồng cỏ khô nhiệt đới hoặc cận nhiệt đới vùng đất thấp, đồng cỏ nhiệt đới hoặc cận nhiệt đới vùng ngập nước hoặc lụt theo mùa, đầm nước ngọt có nước theo mùa, đất canh tác, vùng đồng cỏ, vườn nông thôn, các vùng đô thị, các khu rừng trước đây bị suy thoái nặng nề, ao, và kênh đào và mương rãnh.

## Hình ảnh

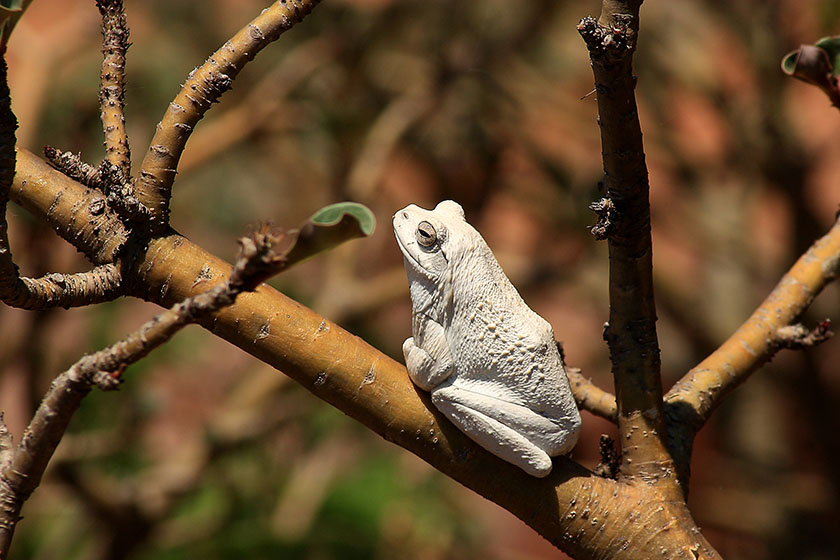
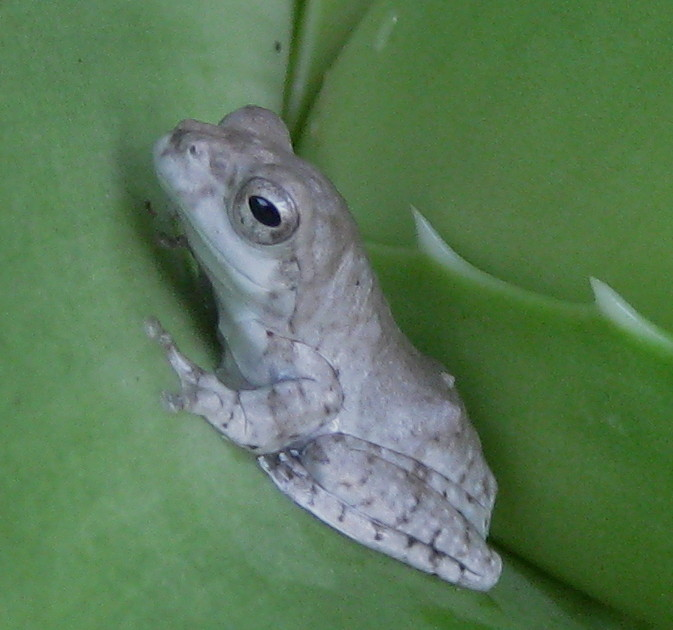
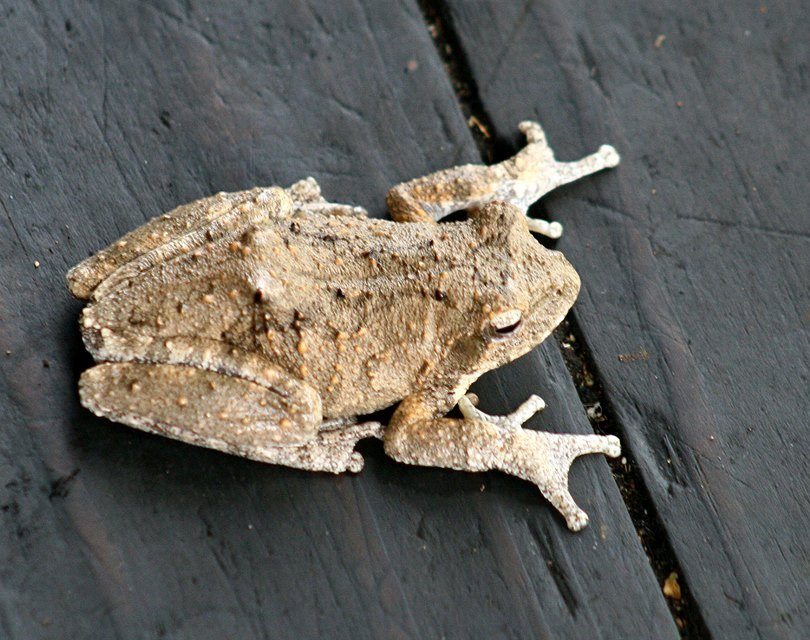
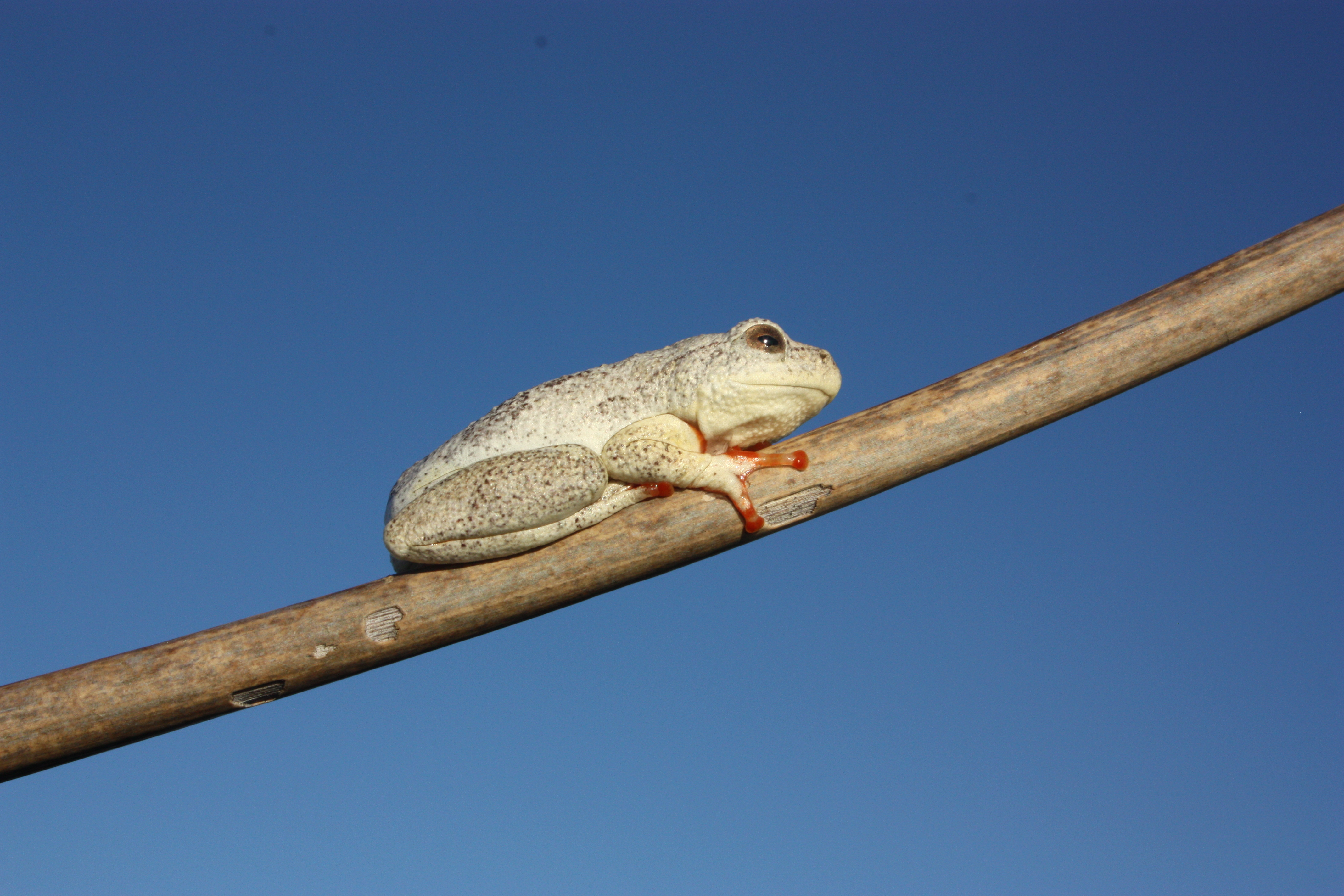